# Caranos (general)
Caranos (en llatí: Caranus; en grec antic: Κάρανος o Καρανός, "Káranos" o "Karanós") fou un macedoni del cos de guàrdies reials (ἑταῖροι Companys) i general d'Alexandre el Gran que el va enviar contra Satibarzanes revoltat a la satrapia d'Aria. A l'hivern del 330 aC Caranos va derrotar i matar a Satibarzanes, segons diu Flavi Arrià a l'Anàbasi d'Alexandre el Gran.
El 329 aC va ser nomenat com un dels caps de l'exèrcit enviat contra el rebel Espitàmenes a la Sogdiana, juntament amb Andròmac i Menedem, els tres sota l'autoritat del lici Farnuc. Els macedonis van assetjar Maracanda i van derrotar els sogdians en una batalla a la vora del riu Politimet, en la que els grecs van tenir el suport d'un cos de cavalleria escita. Els sogdians van fugir cap als boscos de la riba i la temeritat o potser la covardia de Caranos el va fer passar el riu al capdavant de la cavalleria amb la resta de les tropes que seguia al darrere amb desordre. Els sogdians van aprofitar el moment per destruir l'exèrcit macedoni.